# Jean Bouin
Alexandre François Etienne Jean Bouin o simplemente Jean Bouin (Marsella, 1888 -frente del Marne, 1914) fue un atleta y periodista francés. Prototipo de corredor de fondo. No era muy alto, pero utilizando los métodos suecos de preparación técnica y física consiguió obtener muy buenos resultados.
En 1908 no le permitieron participar en los Juegos Olímpicos de Londres 1908. Un año más tarde en 1909 se proclamó campeón de Francia de 10 000 m. Campeón de Francia de campo a través durante cuatro años consecutivos desde 1909 hasta 1912. Ganó tres veces de forma consecutiva el Cross de las Naciones en los años 1911, 1912 y 1913, esta prueba era un campeonato del mundo de cross oficioso.
También mejoró en el año 1911 la plusmarca mundial de 10.000 m con una marca de 30´58" 8/10 que estuvo vigente durante más de 10 años (entre el 16 de noviembre de 1911 y el 22 de junio de 1922) y el de la hora con 19.021 m.
En los Juegos Olímpicos de Estocolmo de 1912 consiguió una medalla de plata en 5.000 m, con un épico duelo con el corredor finlandés Hannes Kolehmainen.
Como periodista colaboró con el diario Petit Provençal.
Encontró la muerte durante la Primera Guerra Mundial, en el frente del Marne, y truncándose una más que prometedora carrera atlética. 

## Honores
- Como homenaje a este pionero atleta, en Francia le han puesto su nombre a algunos estadios de fútbol y de rugby.
- En Barcelona se organiza anualmente desde 1920 el gran premio Jean Bouin, una de las carreras en ruta más importantes de España y la más antigua de las que se celebran actualmente.

- Datos: Q718290
- Multimedia: Jean Bouin / Q718290